# 新建路
新建路是中華人民共和國上海市虹口区一條南北走向道路，道路南起东长治路，北至周家嘴路，全长528米，宽度為12.2米至16.5米。道路原址是一條名為新记浜的河流，清朝光绪十八年（1892年），河流被填為道路，並命名為新记浜路。中華民国32年（1943年）更名為新建路，路名來自於現今的江西省南昌市新建區。